# Baaz
Baaz (Hindi: बाज़, Urdu: باز, übersetzt: Falke) ist ein Hindi-Film von und mit Guru Dutt aus dem Jahr 1953.

## Handlung
16. Jahrhundert, die Malabarküste: Der portugiesische General Barbosa unterzeichnet eine Verhandlung mit der Königin eines kleinen Bundesstaates, welche besagt dort Handel zu betreiben im Gegenzug für militärische Unterstützung. Mit der Hilfe von Jaswant, dem Neffen der Königin, mischt sich Barbosa auch in die Verwaltung ein. Er inhaftiert den Kaufmann Ramzan Ali und seinen Freund Narayan Das.
Narayan Das' Tochter Nisha versucht ihren Vater aus Barbosas Gefangenschaft zu befreien, wird jedoch von Barbosa erwischt und zur Strafe verkauft er beide an einen grausamen portugiesischen Piraten Cabral. Dann tötet Cabral Narayan. Nisha ermuntert daraufhin die Sklaven auf dem Schiff sich gegen Cabral zu wehren. Als dann Cabral ermordet wird, wird Nisha zur Piratenkönigin, die alle portugiesischen Schiffe ausplündert.
In einem der Schiffe befindet sich das Erbe des Thronprinzen Ravi, eine portugiesische Frau namens Rosita und ein Astrologe. Nisha verschont deren Leben, da Ravi sie einst rettete. Die beiden verlieben sich auf dem Schiff. Ravi schließt sich den Meuterern an, ohne seine wahre Identität offenzulegen.
Zurück an Land erfährt Ravi, dass Jaswant zum König gekrönt wird. Ravi wird verhaftet und zum Tode verurteilt. Diesmal rettet ihn Nisha und sie besiegen Barbosa.

## Musik
| Songtitel                           | Sänger/in     |
| ----------------------------------- | ------------- |
| Ae Dil Ae Deewaane                  | Geeta Dutt    |
| Zara Samne Aa                       | Geeta Dutt    |
| Manjhi Albele                       | Geeta Dutt    |
| Tare Chaandni Afsaane               | Geeta Dutt    |
| Mujhko Dekho Hasrat Ki Tasveer Hoon | Talat Mahmood |
| Watan Ke Naujawaan Jaag             | Geeta Dutt    |
| Jage Panchhi Savera Hua             | Geeta Dutt    |
| Jo Dil Ki Baat Hoti Hai             | Mohammad Rafi |